# Гай Кальвизий Сабин (консул 26 года)
Гай Кальвизий Сабин (лат. Gaius Calvisius Sabinus) — политический деятель эпохи ранней Римской империи.
Его отцом был консулом 4 года до н. э. Гай Кальвизий Сабин. В 26 году Сабин занимал должность ординарного консула вместе с Гнеем Корнелием Лентулом Гетуликом.
В 32 году Сабин вместе с другими знатными сенаторами был обвинен в оскорблении величия римского народа, но один из доносчиков — трибун городской стражи Цельс — снял с него обвинения.
При императоре Калигуле Кальвизий в 39 году был назначен легатом пропретором Паннонии и отправился туда в сопровождении жены Корнелии. Пожелав узнать устройство военного лагеря, она пробралась туда в одежде солдата, выведала у легионеров нужную информацию, а затем вступила в интимную связь с Титом Винием на главной площади лагеря. После возвращения Сабина и Корнелии в Рим в этом же году против них было возбуждено судебное дело. В результате они оба покончили с собой, не дожидаясь приговора.